# Kanton Doué-en-Anjou
Het kanton Doué-en-Anjou, tot 5 maart 2020 Doué-la-Fontaine, is een kanton van het Franse departement Maine-et-Loire. Het kanton maakt deel uit van het arrondissement Saumur.
De naam van het kanton werd bij decreet van 5 maart 2020 aangepast aan de naam van zijn hoofdplaats.

## Gemeenten
Het kanton Doué-en-Anjou (toen nog Doué-la-Fontaine) omvatte tot 2014 de volgende gemeenten:
- Brigné
- Concourson-sur-Layon
- Dénezé-sous-Doué
- Doué-la-Fontaine (hoofdplaats)
- Forges
- Louresse-Rochemenier
- Martigné-Briand
- Meigné
- Montfort
- Saint-Georges-sur-Layon
- Les Ulmes
- Les Verchers-sur-Layon

Ingevolge:
- de herindeling van de kantons bij decreet van 26 februari 2014[1], met uitwerking op 22 maart 2015 waarbij het kanton werd uitgebreid tot 34 gemeenten,
- de samenvoeging op 1 januari 2016 van de gemeenten Chênehutte-Trèves-Cunault, Gennes, Grézillé, Saint-Georges-des-Sept-Voies en Le Thoureil en op 1 januari 2018 bovendien de gemeenten Les Rosiers-sur-Loire en Saint-Martin-de-la-Place tot de fusiegemeente (commune nouvelle) Gennes-Val de Loire,
- de samenvoeging op 1 januari 2016 van de gemeenten Ambillou-Château, Louerre en Noyant-la-Plaine tot de fusiegemeente (commune nouvelle) Tuffalun,
- de samenvoeging op 15 december 2016 van de gemeenten Les Alleuds, Brissac-Quincé, Charcé-Saint-Ellier-sur-Aubance, Chemellier, Coutures, Luigné, Saint-Rémy-la-Varenne, Saint-Saturnin-sur-Loire, Saulgé-l'Hôpital en Vauchrétien tot de fusiegemeente (commune nouvelle) Brissac Loire Aubance en
- de samenvoeging op 1 januari 2019 van de gemeenten Brézé, Chacé en Saint-Cyr-en-Bourg tot de fusiegemeente (commune nouvelle) Bellevigne-les-Châteaux

omvat het kanton sindsdien de volgende gemeenten: 
- Antoigné
- Bellevigne-les-Châteaux
- Brissac Loire Aubance (deel)
- Brossay
- Cizay-la-Madeleine
- Le Coudray-Macouard
- Courchamps
- Dénezé-sous-Doué
- Doué-en-Anjou (hoofdplaats)
- Épieds
- Gennes-Val-de-Loire (deel = zonder Les Rosiers)
- Louresse-Rochemenier
- Montreuil-Bellay
- Le Puy-Notre-Dame
- Saint-Just-sur-Dive
- Saint-Macaire-du-Bois
- Tuffalun
- Les Ulmes
- Vaudelnay